# Западный берег (область)
Западный берег (малайск. Pantai Barat) — одна из областей в составе малайзийского штата Сабах на острове Калимантан.

## География
Область расположена в северо-западной части штата, и занимает 7 588 км², что составляет 10,3 % территории штата.

## Население
Согласно данным малайзийского департамента статистики, в 2006 году в области Западный берег проживало 953 900 человек, что составляло примерно 30 % населения штата Сабах.

## Административное деление

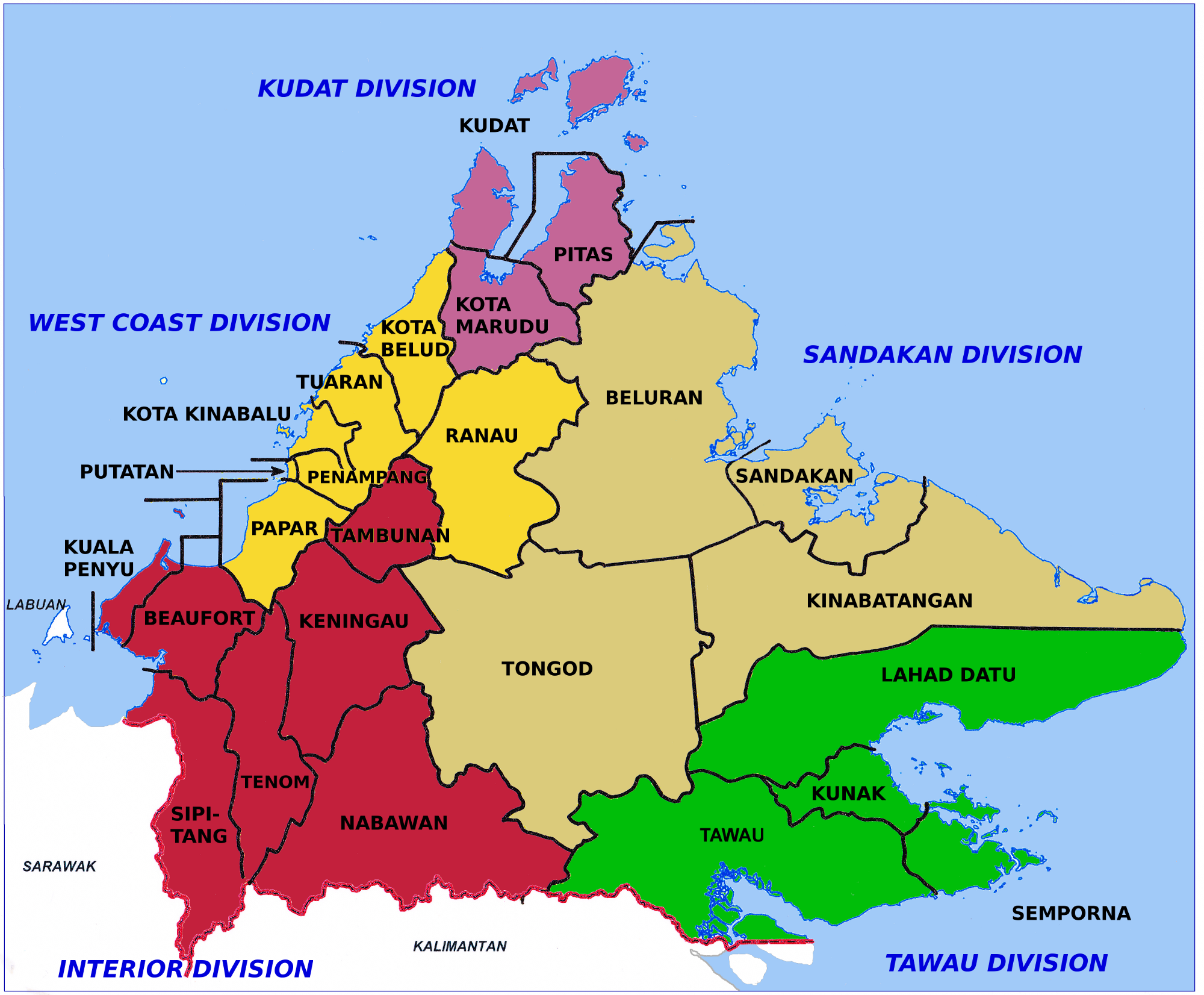
Округа Сабаха. Область Западный берег выделена жёлтым цветом

Область Западный берег делится на семь округов:
- Кота-Белуд
- Кота-Кинабалу
- Папар
- Пенампанг
- Путатан
- Ранау
- Туаран

## Транспорт
В области расположена столица штата Сабах город Кота-Кинабалу, который является основным портом Сабаха и где расположен основной аэропорт Сабаха.